# Saab 35 Draken

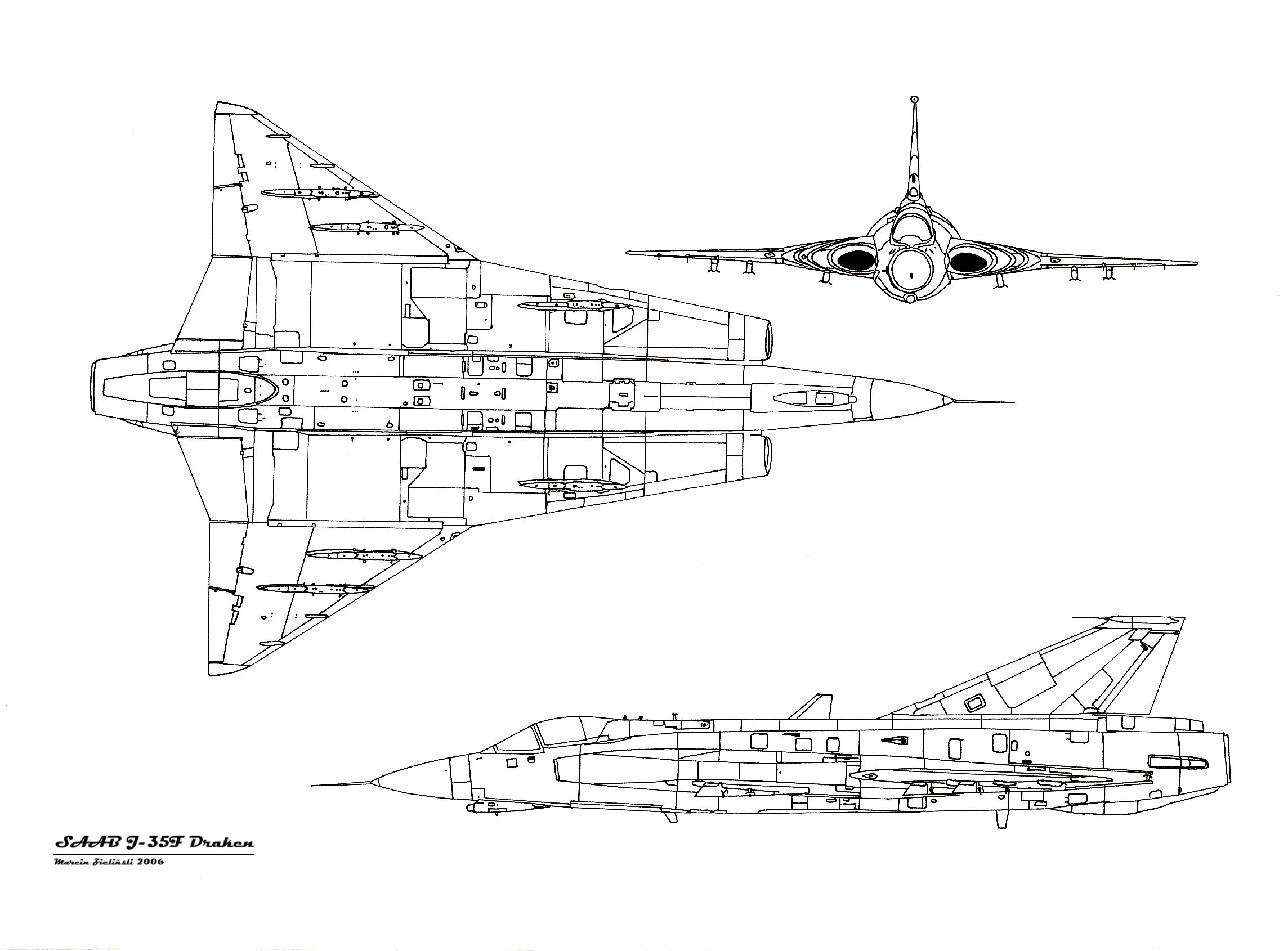

Saab 35 Draken (швед. Saab 35 Draken, draken — повітряний змій/дракон) — шведський надзвуковий винищувач. Розроблений компанією SAAB в середині 1950-х років для заміни винищувача Saab 29 Tunnan. В 1960 прийнятий на озброєння ВПС Швеції, де використовувався до 1998.
Поставлявся на експорт в Австрію, Данію та Фінляндію. Головна особливість «Дракена» — крило Бартіні — незвичайне трикутне крило подвійної стріловидності.